# 川上康則
川上 康則（かわかみ やすのり、1974年 - ）は、日本の心理士。

## 人物・来歴
東京都生まれ。立教大学卒業、筑波大学大学院修了。杉並区立済美養護学校主任教諭。公認心理師、臨床発達心理士、特別支援教育士スーパーバイザー。

## 著書
- 『〈発達のつまずき〉から読み解く支援アプローチ』学苑社, 2010.9
- 『こんなときどうする?ストーリーでわかる特別支援教育の実践 ケーススタディからのアプローチ』学研プラス, 2016.12
- 『発達につまずきがある子どもの輝かせ方 ライブ講義 通常の学級の特別支援教育』 (特別支援教育サポートBOOKS) 明治図書出版, 2018.9
- 『子どもの心の受け止め方 発達につまずきのある子を伸ばすヒント』光村図書出版, 2020.3
- 『教室マルトリートメント』東洋館出版社, 2022.4

### 共編著・監修
- 『発達支援実践塾 開けばわかる発達方程式』木村順,加来慎也, 植竹安彦共編著, 発達障害臨床研究会 著. 学苑社, 2014.3
- 『授業のユニバーサルデザインを目指す「安心」「刺激」でつくる学級経営マニュアル すべての子どもを支える教師の1日』桂聖,村田辰明編著, 授業のユニバーサルデザイン研究会関西支部共著. 東洋館出版社, 2014.3
- 『特別支援教育がわかる本 2　通常学級でできる発達障害のある子の学習支援』編 ミネルヴァ書房, 2015.3
- 『気になる子の体育 つまずき解決BOOK 授業で生かせる実例52』 (教育ジャーナル選書）阿部利彦監修, 清水由,小島哲夫共編著. 学研教育みらい, 2015.8
- 『発達障害のある子どもの国語の指導 どの子もわかる授業づくりと「つまずき」への配慮』石塚謙二,名越斉子,冢田三枝子共編. 教育出版, 2015.12
- 『発達の気になる子の学校・家庭で楽しくできる感覚統合あそび』 (発達障害を考える 心をつなぐ) 監修. ナツメ社, 2015.5
- 『授業のユニバーサルデザイン 教科教育に特別支援教育の視点を取り入れる Vol.10』桂聖, 石塚謙二, 廣瀬由美子,日本授業UD学会共編著. 東洋館出版社, 2017.9
- 『気になる子もいっしょに体育ではじめる学級づくり ソーシャルスキルのつまずきを学級経営に生かす応援プラン109』 (教育ジャーナル選書) 阿部利彦, 清水由共編著. 学研教育みらい, 2017.8
- 『人的環境のユニバーサルデザイン 子どもたちが安心できる学級づくり』阿部利彦, 赤坂真二,松久眞実共著. 東洋館出版社, 2019.11
- 『授業UDを目指す国語全時間授業パッケージ 1-2年』桂聖, 小貫悟,日本授業UD学会共編著. 東洋館出版社, 2021.3
- 『発達の気になる子の体の動きしくみとトレーニング』 (発達障害を考える 心をつなぐ) 監修. ナツメ社, 2021.3